# Union sportive madinet Oran
Maillots
L'Union sportive madinet d'Oran (en arabe : الإتحاد الرياضي لمدينة وهران), plus couramment abrégé en USM Oran ou encore en USMO, est un club de football algérien fondé le 1er mars 1926 à Oran sous le nom de l'Union sportive musulmane Oranaise (arabe : الإتحاد الرياضي الإسلامي الوهراني).
Il est l'un des clubs les plus illustres d'Algérie. C'est aussi le plus ancien des clubs musulmans d'Oran depuis l'époque coloniale.

## Histoire

### Période coloniale

#### Le contexte politique et sportif
Au début du XXe siècle, et avec l’existence de plusieurs clubs et associations européens fondé par des pieds-noirs. Des associations sportives musulmanes ont commencé à apparaitre en Algérie à l'instar du MC Oran, MC Alger, du GC Mascara ou autres.
Dans ce contexte de colonialisme, créer un autre club musulman à Oran était une opportunité pour les musulmans d'Oran de ce mesurer aux européens et d'affirmer leur identité ethnique. Mais l'USM Oran comme tous les clubs et associations sportives avait du mal à se faire reconnaitre officiellement à cause des lourdes formalités administratives imposées par les autorités administratives de l'époque. Ainsi il a fallu attendre 1926 pour voir le club créé et reconnu officiellement.

### La naissance du club, tout un combat

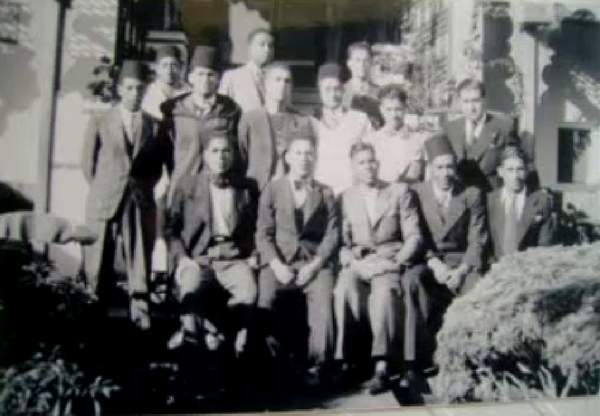
Les membres fondateurs de l'USM Oran en 1926

Le 1er mars 1926, au Café des Sportifs Oranais "Chez Latreche" à Médina Jdida, des nationalistes Algériens, Sadok Boumaza, Bendouba dit El Fellous, Benkoula, Boumefraa, et autres Nemri, Gharmati décidèrent de créer la première association sportive qui deviendra peu de temps après sa création un club omnisports avec plusieurs disciplines, athlétisme, basket-ball, boxe, cyclisme, handball, natation et volley-ball. ainsi que la section football, ce club de football qui sera un mythe à Oran, en Algérie et dans toute l'Afrique du Nord.
La réunion de projet de création dura une nuit. Il sera le premier club en Algérie à s'appeler « Union sportive musulmane » pour bien définir la communauté représentative du club, même si les autorités administratives étaient contre cette appellation, mais les dirigeants du club insistèrent à garder ce nom.
Le club sera créé par un regroupement d'anciennes associations oranaises musulmanes fondées antérieurement comme le FC Musulman de Lamur fondé par Saffa au quartier El Hamri.

### Choix du nom et des couleurs
Le mot Union a été choisi pour symboliser l'union et le regroupement de tous ces clubs des quartiers musulmans qui ont abouti à la création de l'USM Oran.
Le choix des couleurs avait deux sens, le noir symbolisait la période noire du colonialisme, le blanc symbolisait l'espoir de retrouver une Algérie libre.
Cependant l'USM Oran va subir d'autres contraintes concernant sa nomination. l'Administration française imposa 4 circulaires (1928 à 1936 et définitivement abandonnée en 1948) en obligeant les associations musulmanes d'utiliser le terme "franco musulman" dans leur nom et en intégrant des joueurs et des dirigeants européens dans leurs structures. Ce fut le cas pour USM Sétif qui s'appelait Union sportive franco-musulmane de Sétif, l'ES Guelma (Espérance sportive franco musulmane guelmoise) ou encore le CS Constantine (Club franco-musulman de Constantine)
Le club va intégrer dans son effectif les deux frères Martinez, et dans son Comité Directeur Michel Deharo qui sera le 3e président de l'histoire du club après Nemri et Ali Benkoula comme fut le cas au MC Alger avec Luis Rose comme vice-président. Par contre, l'USM Oran refusa de changer le nom et une bataille pour la nomination du club durera des années et un bras de fer historique se fera entre la direction du club et le gouverneur général d'Oran qui finira par céder en closant l'Affaire USMO par la Circulaire 5599 CM du 8 septembre 1936. Le club était ainsi le premier à intégrer uniquement le nom "musulman" en Algérie et dans toute l'Afrique du Nord.

### La montée en puissance

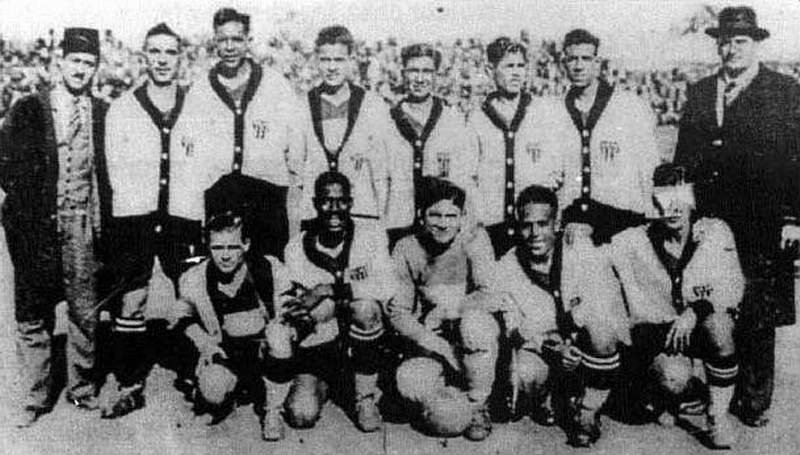
L'USM Oran en 1939

Comme tout club crée à l'époque, l'USM Oran s'inscrit donc dans les registres de la LOFA et débute en 3e division de district avant d'atteindre la division d'honneur en franchissant graduellement les deux autres du district puis la promotion honneur.
À sa cinquième année d’existence, l'USM Oran atteint l'élite de la Division d'Honneur (DH) en remportant le fameux match décisif de championnat 1930-1931 de Pré Honneur contre l'US Hammam Bou Hadjar dans le terrain de cette équipe à Hammam Bou Hadjar. L'USM Oran remportera son premier titre de Champion d'Oranie au bout de sa seconde saison seulement en 1932-1933. Les titres vont se succéder après avec un total de 7 fois champions d'Oranie et de belles prestations aux compétitions nord-africaines.

### Le boycott de mai 1956
Le déclenchement de la guerre d'Algérie en 1954 a rendu les matchs entre les clubs européens et musulmans difficiles, plusieurs incidents et arrêts de matchs se produisirent et ce n'était que les clubs musulmans qui étaient sanctionnés. En raison de cette injustice et surtout lors du match de la finale de la Coupe d'Afrique du Nord entre les deux rivaux, l'USM Bel-Abbès (club musulman) et le SC Bel-Abbès (club européen) où tout était fait pour que le club européen gagne la coupe, le Front de libération nationale ordonna le boycott de toutes les associations musulmanes des compétitions officielles par le décret de mai 1956. Ainsi, l'USM Oran sous la direction de Miloud Benamar, dernier président du club sous l'ère coloniale, arrêta toutes les activités sportives du club jusqu'en 1962, l'année ou l'Algérie obtint son indépendance.

### Période post indépendance

#### Démarrage difficile en 1962
En mars 1962, une délégation oranaise en déplacement à Oujda, Maroc envisageait la  création d'un grand club autour de l'ossature de l'USM Oran à lancer après l'indépendance de l'Algérie. Il envisageait de mettre quelques grands joueurs oranais de l'époque qui jouaient en Algérie ou au Maroc au service du club. Malheureusement, ce projet tomba à l'eau et l'USM Oran, qui était l'un des plus grands clubs d'Algérie, allait sombrer dans des problèmes, ainsi pratiquement le club est délaissé par ses grosses pointures partis chez ses rivaux tandis que d'autres anciens cadres prirent leur retraite en laissant un immense vide que la jeune génération ne pouvait combler rapidement. l'USM Oran rate par conséquent l'accession à la première Division d'Honneur en 1963.

### Les espoirs perdus
Après avoir raté l'accession parmi l'élite, l'USM Oran n'a pas pu se remettre sur les bonnes rails malgré plusieurs tentatives de sauvetage par des anciens dirigeants, entraineurs et joueurs du clubs. Et malgré la tentative d'un retour sur la scène première dans les années 1970 avec la venue ou la montée de plusieurs grands joueurs tels Bachir Sebaâ ou Hamid Tasfaout, ces derniers et autres vont malheureusement rejoindre les deux grands clubs voisins en l’occurrence le MC Oran et l'ASM Oran. L'histoire se répètera dans les années 1980 et 1990, mais aboutira au même résultat.

### La reforme sportive
De 1977 à 1989 lors de la reforme sportive nationale, l'Office National de Commercialisation des produits alimentaires (ONACO) parraine l'USMO qui change de nom et deviens Nadi el-Diwane el-Tijari d'Oran (NADIT Oran). Lors de cette période, plusieurs disciplines réapparaitrons comme le handball, le volleyball, le cyclisme, le judo etc.

### Le combat continue
L'USM Oran se bat actuellement pour le maintien en Division Inter-Région, cependant il continue toujours à former les jeunes et dernièrement des assemblés et réunion se font fréquemment afin de professionnaliser ce club et pouvoir ainsi retrouver la place qu'il avait auparavant.

## Résultats sportifs

### Palmarès
Le palmarès de l'USM Oran est le suivant ,,.
| Compétitions nationales | Compétitions internationales                                                                                    |
| --- | --- |
| - Ligue 2 (Championnat d'Algérie D2) (1) - Champion : 1964 - Vice-champion : 1976 - Championnat d'Oranie (7) - Champion : 1933, 1935, 1943, 1944, 1945, 1949, 1950 - Vice-champion : 1932, 1934, 1941, 1951, 1952 et 1955 - Troisième : 1942, 1953 et 1954 - Coupe d'Oranie (1) - Vainqueur : 1952 | - Championnat d'Afrique du Nord - Vice-champion : 1933, 1935, 1950 - Coupe d'Afrique du Nord - Finaliste : 1954 |

### Classement en championnat d'Algérie par année

#### Classements avant l'indépendance
- 1926-27 : Division de District, e
- 1927-28 : Division de District, Champion
- 1928-29 : Promotion de D1, Champion
- 1929-30 : Première Division, Champion
- 1930-31 : Promotion d'Honneur, Champion
- 1931-32 : Division d'Honneur, e
- 1932-33 : Division d'Honneur, Champion
- 1933-34 : Division d'Honneur, e
- 1934-35 : Division d'Honneur, Champion
- 1935-36 : Division d'Honneur, e
- 1936-37 : Division d'Honneur, e
- 1937-38 : Division d'Honneur, e
- 1938-39 : Division d'Honneur, e
- 1939-40 : Division d'Honneur, e
- 1940-41 : Division d'Honneur, e
- 1941-42 : Division d'Honneur, e
- 1942-43 : Division d'Honneur, Champion
- 1943-44 : Division d'Honneur, Champion
- 1944-45 : Division d'Honneur, Champion
- 1945-46 : Division d'Honneur, e
- 1946-47 : Division d'Honneur, e
- 1947-48 : Division d'Honneur, e
- 1948-49 : Division d'Honneur, Champion
- 1949-50 : Division d'Honneur, Champion
- 1950-51 : Division d'Honneur, 2e
- 1951-52 : Division d'Honneur, 2e
- 1952-53 : Division d'Honneur, 3e
- 1953-54 : Division d'Honneur, 3e
- 1954-55 : Division d'Honneur, 2e
- 1956-56 : Division d'Honneur, 7e

#### Classements après l'indépendance
- 1962-63 : D1, CH Ouest Gr II, 4e
- 1963-64 : D2, PH Ouest, Champion
- 1964-65 : D2, Gr Ouest, 14e
- 1965-66 : D2, Gr Ouest, 10e
- 1966-67 : D3, Gr Ouest, 6e
- 1967-68 : D3, Gr Ouest, 11e
- 1968-69 : D3, Gr Ouest, 4e
- 1969-70 : D3, Gr Ouest, ?e
- 1970-71 : D3, Gr Ouest, 2e
- 1971-72 : D2, Gr Ouest, 10e
- 1972-73 : D2, Gr Ouest, 5e
- 1973-74 : D2, Gr Ouest, 11e
- 1974-75 : D2, Gr Ouest, 11e
- 1975-76 : D2, Gr Ouest, 2e
- 1976-77 : D2, Gr Ouest, 8e
- 1977-78 : D2, Gr Ouest, 9e
- 1978-79 : D2, Gr Ouest, 12e
- 1979-80 : D3, Gr Ouest, ?e
- 1980-81 : D3, Gr Ouest, ?e
- 1981-82 : D3, Gr Ouest, Champion (b)
- 1982-83 : D3, Gr Ouest, ?e
- 1983-84 : D3, Gr Ouest, ?e
- 1984-85 : D2, Gr Ouest, 9e
- 1985-86 : D2, Gr Ouest, 11e
- 1986-87 : D2, Gr Ouest, 12e
- 1987-88 : D2, Gr Ouest, 11e
- 1988-89 : D3, Division Régional , Gr Ouest, 6e
- 1989-90 : D3, Gr Ouest, 16e
- 1990-91 : D4, Ouest Gr.B, ?e
- 1991-92 : D4, Ouest Gr.B, ?e
- 1992-93 : D4, Ouest Gr.B, ?e
- 1993-94 : D4, Ouest Gr.B, 3e
- 1994-95 : D4, Ouest Gr.B, Champion
- 1995-96 : D3, Gr Ouest, ?e
- 1996-97 : D3, Gr Ouest, ?e
- 1997-98 : D3, Gr Ouest, ?e
- 1998-99 : D3, Gr Ouest, 3e
- 1999-00 : D4,  Régional Ouest , 10e
- 2000-01 : D4, Ouest Gr?, ?e
- 2001-02 : D4, Ouest Gr?, ?e
- 2002-03 : D4, Ouest Gr?, ?e
- 2003-04 : D3, LRF Oran R1, 14e
- 2004-05 : D4, R1 Oran, 7e
- 2005-06 : D4, R1 Oran, ?e
- 2006-07 : D4, R1 Oran, Champion
- 2007-08 : D3, inter-régions Ouest, 13e
- 2008-09 : D3, inter-régions Ouest, 15e
- 2009-10 : D4, R1 Oran, ?e
- 2010-11 : D4, inter-régions Ouest, ?e
- 2011-12 : D4, inter-régions Ouest, ?e
- 2012-13 : D4, inter-régions Ouest, ?e
- 2013-14 : D4, inter-régions Ouest, ?e
- 2014-15 : D4, inter-régions Ouest, 3e
- 2015-16 : D4, inter-régions Ouest, 3e
- 2016-17 : D4, inter-régions Ouest, 13e
- 2017-18 : D4, inter-régions Ouest, ?e
- 2018-19 : D4, inter-régions Ouest, 15e
- 2019-20 : D5, R1 Oran, 6e
- 2020-21 : Saison Blanche
- 2021-22 : D5, R1 Oran, Gr.A, 9e

### Parcours de l'USMO en coupe d'Algérie
| Saison  | Tour              | Matchs             | Résultats     |
| ------- | ----------------- | ------------------ | ------------- |
| 1962-63 | ?                 | ?                  | ?             |
| 1963-64 | 1/32 finale       | CAM Mostaganem     | 2-0           |
| 1964-65 | 1/64 finale       | CO Senia           | 3-2           |
| 1965-66 | 1/8 finale        | WA Boufarik        | 2-0           |
| 1966-67 | 1/16 finale       | JSM Tiaret         | 1-0           |
| 1967-68 | 1/32 finale       | JSM Tiaret         | 4-0           |
| 1968-69 | 1/16 finale       | ES Sétif           | 3-0           |
| 1969-70 | 1/16 finale       | RC Kouba           | 3-0* s.t      |
| 1970-71 | 1/4 finale        | USM Alger          | 3-1 / 3-2     |
| 1971-72 | 1/32 finale       | WA Tlemcen         | 2-0           |
| 1972-73 | ?                 | ?                  | ?             |
| 1973-74 | 1/32 finale       | IRB Sougueur       | 2-1           |
| 1974-75 | 1/8 finale        | HAMR Annaba        | 2-1           |
| 1975-76 | 1/32 finale       | WA Mostaganem      | 1-0           |
| 1976-77 | 1/32 finale       | MC Oran            | 2-0           |
| 1977-78 | 1/8 finale        | USM Alger          | 3-0           |
| 1978-79 | ?                 | ?                  | ?             |
| 1979-80 | ?                 | ?                  | ?             |
| 1980-81 | ?                 | ?                  | ?             |
| 1981-82 | ?                 | ?                  | ?             |
| 1982-83 | 1/16 finale       | USM Alger          | 2-1           |
| 1983-84 | 1/16 finale       | JS Kabylie         | 4-0           |
| 1984-85 | 1/16 finale       | MC Alger           | 2-1           |
| 1985-86 | 1/32 finale       | GC Mascara         | 1-1 t.a.b 3-2 |
| 1986-87 | 1/8 finale        | USM El Harrach     | 3-0           |
| 1987-88 | 1/32 finale       | RCB Oued R'hiou    | 2-1           |
| 1988-89 | 1/64 finale       | KRB Hillil         | 2-0           |
| 1989-90 | N.J               | N.J                | N.J           |
| 1990-91 | ?e T.R            | ?                  | ?             |
| 1991-92 | ?e T.R            | ?                  | ?             |
| 1992-93 | N.J               | N.J                | N.J           |
| 1993-94 | 1/8 finale        | JSM Tiaret         | 1-0           |
| 1994-95 | ?e T.R            | ?                  | ?             |
| 1995-96 | 1/64 finale       | ES Mostaganem      | 2-1           |
| 1996-97 | ?e T.R            | ?                  | ?             |
| 1997-98 | ?e T.R            | ?                  | ?             |
| 1998-99 | 1/16 finale       | CB Mila            | 3-2           |
| 1999-00 | ?e T.R            | ?                  | ?             |
| 2000-01 | ?e T.R            | ?                  | ?             |
| 2001-02 | Avant dernier T.R | ES Mostaganem      | 1-0           |
| 2002-03 | 1/64 finale       | OM Arzew           | ?             |
| 2003-04 | ?e T.R            | ?                  | ?             |
| 2004-05 | 1/32 finale       | MC Alger           | 2-1           |
| 2005-06 | ?e T.R            | ?                  | ?             |
| 2006-07 | ?e T.R            | ?                  | ?             |
| 2007-08 | 1/64 finale       | ASM Oran           | 1-0           |
| 2008-09 | Avant dernier T.R | IRB Maghnia        | 3-0           |
| 2009-10 | ?e T.R            | ?                  | ?             |
| 2010-11 | ?e T.R            | ?                  | ?             |
| 2011-12 | ?e T.R            | ?                  | ?             |
| 2012-13 | Avant dernier T.R | CRB Ain El Turck   | 2-1           |
| 2013-14 | 1/64 finale       | JS Emir Abdelkader | 1-0           |
| 2014-15 | 1/16 finale       | MC Oran            | 3-0           |
| 2015-16 | 1/32 finale       | MC Alger           | 2-0           |
| 2016-17 | 1/64 finale       | SCM Oran           | 2-1           |
| 2017-18 | ?e T.R            | ?                  | ?             |
| 2018-19 | 2e T.R            | ES Senia           | ?             |
| 2019-20 | 1/32 finale       | WA Boufarik        | 3-1 a.p       |

#### Statistiques tours atteints en Coupe d'Algérie
l'USMO à participer en 55 édition, éliminé au tours régionale 25 fois et atteint les tours finale 21 fois.
| Édition | 1er tour | 2e tour | 3e tour | 4e tour | 64e de finale | 32e de finale | 16e de finale | 8e de finale | Quart de finale | Demi-finale | Finale | Champion |
| ------- | -------- | ------- | ------- | ------- | ------------- | ------------- | ------------- | ------------ | --------------- | ----------- | ------ | -------- |
| 55-33   | -        | 01      | 02      | -       | 05            | 07            | 09            | 04           | 01              | 00          | 00     | 00       |

## Identité du club

### Historique du Nom
Depuis la fondation du club en 1926, le club a changé plusieurs fois son nom comme suit :
| Union Sportive Musulmane Oranaise |
| --------------------------------- |

| NADIT Oran |
| ---------- |

| Union d'Oran |
| ------------ |

| Union Sportive Madinet d'Oran |
| ----------------------------- |

### Historique du Logo

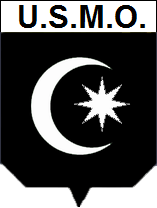
Logo ancien
Logo post indépendance
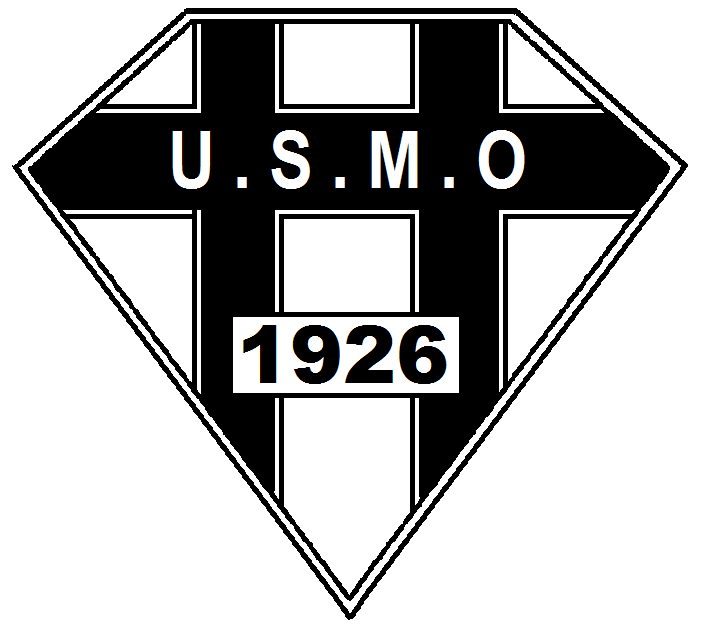
Logo actuel

## Structures du club

### Siège
L’USM Oran a été domicilié officiellement pour la première fois le 18 juin 1926 au siège du 27 rue Yusuf à Médina Jdida, après il y eut succession des Siège du 45 de la même rue, Siège du 50 Boulevard Sébastopol aux Plateaux Saint Michel et Café El Widad "Hadj Abderrahmane". 
Actuellement, il est au siège sis N°8 place Aïssat Idir, non loin de Médina Jdida et du Bas Plateaux Saint Michel.

## Comité des supporters
Le comité des supporters de l'USM Oran a été fondé en 1945 par Belkassem (dit Bachir) Benmammar et dont il a été secrétaire général jusqu'en 1956.

## Stade
À sa création en 1926, l'USM Oran a eu comme premier terrain, le stade Dara mais son premier stade officiel était le stade de l'USMO à Delmonte. cédé au préfet Perony d'Oran le 31 mai 1955 en présence de m Benammar pour utilité public dont sera réalisé le centre de formation professionnel.
Après l'indépendance et avec la concurrence des autres clubs de la ville, l'USM Oran a erré dans plusieurs stades, parmi eux, le stade Habib-Bouakeul ou le stade Saint Eugène, en passant par le stade Choupôt actuellement stade Houari Benahmed, ou le stade Rail, le stade Fréha Benyoucef qui se trouve à El Makkari, (ex stade de Saint Eugène). Actuellement, le club occupe le stade Allal Toula (ex. Stade de l'ASE).

## Encadrement
| Direction          |                    |
| Président          | Ali Sersar         |
| Vice-Président     |                    |
| Secrétaire Général | Lahouari Bencherif |
| Manager Général    |                    |

| Sportif                 |                    |
| DTS                     |                    |
| Entraîneur              | Abdelbaki Bentayeb |
| Entraîneur adjoint      | Sofiane Hamaïda    |
| Entraîneur des gardiens | Mahieddine Ababou  |
| Médecin                 | Fethi Benzaama     |
| Soigneur                | Tewfik ...         |
| Chargé de matériel      | ... Sebaa          |
| Entraîneur espoir       |                    |

## Personnalités du club

### Joueurs emblématiques
- Kader Firoud
- Baghdad Aboukébir
- Benaouda Arroumia
- … Baghdad
- Belkacem Boulil
- … Benchareb
- Kouider Bendjahène
- Mustapha Bendjahène
- Mohamed Benhamou (Fenoun)
- Ahmed Bensetti
- Houari Bensetti
- Abdelkader Benzaoui
- Miloud Bouakeul
- Benaouda Boudjellal (Tchengo)
- Hamou Boutlélis
- Benyebka Cherraka
- Dahou
- Habib Draoua
- Mohamed El Andaloussi
- Abdelkader Fréha
- Souilem Gnaoui
- Hasni Habi
- Aissa Hamadène
- Mohamed Henkouche
- Kaddour Kessaci
- Larbi Kourbali (gardien de but)
- Hasni ... (Lasni)
- Senouci Medjahed
- Lakhdar Moussa
- Hamou Nafi
- Larbi Naïr
- Ahmed Naoui
- Benlazreg Nedar (Zrego)
- Omar Nekkache
- Miloud Osman
- Cheikh Ouaddah
- Larbi Ould Ali
- Bachir Sebaâ
- Ghanem Soualmia
- Hamida Tasfaout
- Lahouari Tekkouk
- … Karsenty (Moustique)
- … Martinez
- François Ange Pérez
- … Rodriguez

### Entraîneurs
- Abdelkader Brik
- Mohamed Nechniche
- Belebna Bendoukha
- Omar Belatoui
- Mohamed Djerradi
- djamel  Bekadja
- Abdelbaki Bentayeb
- Louis Dossat
- Gilbert Pacifico

### Présidents
| Nom                    | Période     |
| ---------------------- | ----------- |
| … Nemri                | 1926 – 1930 |
| Ali Benkoula           | 1930 – 1940 |
| Michel Deharo          | 1940 – 1948 |
| Ange Benkoula          | 1948 – 1951 |
| Sid Cara               | 1951 – 1955 |
| Mohamed Benalioua      | 1955 – 1959 |
| Miloud Benamar         | 1959 – 1962 |
| Miloud Abdellilah      | 1962 –      |
| Miloud Benamar         | –           |
| Hacène Benabderrahmane | –           |
| Mohamed Sekkal         | –           |
| bendjedai Mohammed     | –           |
| Benaouda Benbassal     | –           |
| … Bendjahène           | –           |
| … Bouzidi              | –           |
| Mokhtar Boughrassa     | 1995 – 0000 |
| Lahouari Khayou        | –           |
| Mokhtar Boughrassa     | 2006 – 2011 |
| Rabie Bouakil          | 2011 – 2017 |
| Mokhtar Boughrassa     | 2017 – 2019 |
| Benyoucef Boutkhil     | 2019– 2020  |
| Ali Sersar             | 2023        |

## Annexe